# Jane Muus og billedet
Jane Muus og billedet er en dansk portrætfilm fra 1983 med instruktion og manuskript af Erik Skibsted.

## Handling
Dokumentarfilm om grafikeren Jane Muus. Filmen beskriver, hvordan hun ser på sine medmennesker og opsøger sine motiver. Arbejdet med et portræt følges fra de første streger på træstokken til det færdige tryk. Muus kommenterer sit eget arbejde i filmen, der har til hensigt at inspirere til et videre billedanalytisk arbejde.